# Otroški pevski zbor RTV Slovenija
Otroški zbor RTV Slovenija je nastal leta 1957 na pobudo pedagoga in skladatelja Janeza Bitenca. V začetku ga je vodil zborovodja in skladatelj glasbe za otroke Janez Kuhar, ki je bil s svojo prijazno naravo kot magnet za otroke. V prvih letih sta za Otroški zbor pisala predvsem Janez Bitenc in Janez Kuhar. Leta 1968 je vodstvo zbora prevzel zborovodja Matevž Fabijan. Zbor je v petdesetih letih delovanja posnel več tisoč pesmi za otroke. Od leta 2002 dalje ga vodi uveljavljena in priznana dirigentka Anka Jazbec.